# Безерра, Тиагу
Тиагу Кейрус Безерра (порт. Tiago Queiroz Bezerra; 17 февраля 1987 года; Бразилиа, Бразилия) — бразильский футболист, нападающий.
Выступал за различные турецкие клубы, «Алтай», «Каршияка», «Аданаспор», «Адана Демирспор». Играл за бразильский «КРБ», бельгийский «Лувьеройс», за кувейтский «Аль-Араби» и саудовскую «Аль-Кадисию».
В сезоне 2018 года стал лучшим бомбардиром Суперлиги Узбекистана с 17 голами.